# Lil Peep
Gustav Elijah Åhr (n. 1 noiembrie 1996, Allentown, Pennsylvania, SUA – d. 15 noiembrie 2017, Tucson, Arizona, SUA), mult mai cunoscut sub numele de scenă Lil Peep, a fost un rapper și cântăreț american. S-a distins prin estetica excentrică și versurile în care a făcut referire la dependența de droguri, depresia și gândurile suicidale care l-au măcinat. Rapul său era emoțional și sincer, adeseori spus într-o manieră tristă. A fost citat ca unul dintre artiștii principali responsabili de renașterea post-emo cu stilul său de hip hop, stil care a devenit cunoscut sub numele de trap emo.
A fost remarcat de casele de modă pentru stilul său vestimentar aparte, bazat îndeosebi pe culorile vii. Åhr a defilat pentru linii de îmbrăcăminte precum Vlone sau Marcelo Burlon.

## Viață personală
Åhr a cântat la trombon și tobă și a fost interesat de muzică și modă de la o vârstă fragedă. Åhr a făcut referire în mod regulat la dependența de cocaină și xanax  în versurile pieselor sale și în postările de pe site-urile de socializare, unde s-a descris ca fiind un „drogat productiv” și și-a sfătuit fanii să nu consume droguri. Åhr a suferit de depresie, 
despre care a vorbit deschis în ultimul său interviu pentru postul de radio Beats1. Într-o postare pe Twitter din august 2017, Åhr și-a făcut publică bisexualitatea.

## Decesul
Åhr a murit în noaptea de 15 noiembrie 2017 la vârsta de 21 de ani înaintea unui show programat în Tucson, Arizona, după ce a fost găsit inconștient în autocarul de turneu de către prietenii acestuia. Pe 8 decembrie, Pima County Office of the Medical Examiner  a lansat detalii dintr-un raport toxicologic in care se mentioneaza utilizarea medicamentelor de durere fentanil și alprazolam. Testele de sânge au fost pozitive pentru canabis, cocaină și Tramadol, un analgezic. De asemenea, testele de urină au arătat prezența mai multor opiacee puternice, printre care hidrocodonă, hidromorfonă, oxicodonă.